# 金原亭馬きん
金原亭 馬きん（きんげんてい ばきん）は、落語家の名跡。
- 初代金原亭馬きん - 三代目金原亭馬生門下、三代目五明楼玉輔の実父。
- 二代目金原亭馬きん - 後∶三代目五明楼玉輔
- 金原亭馬きん - 後∶五明楼国輔
- 金原亭馬きん - 後∶五明楼國輔
- 金原亭馬きん - 後∶九代目金原亭馬生
- 曲亭馬きん - 後∶七代目雷門助六
- 古今亭馬きん - 後∶五代目古今亭志ん生